# Summerhill (Pensilvania)
Summerhill es un borough ubicado en el condado de Cambria en el estado estadounidense de Pensilvania. En el año 2000 tenía una población de 521 habitantes y una densidad poblacional de 636 personas por km².

## Geografía
Summerhill se encuentra ubicado en las coordenadas 40°22′32″N 78°45′38″O / 40.37556, -78.76056.

## Demografía
Según la Oficina del Censo en 2000 los ingresos medios por hogar en la localidad eran de $25,750 y los ingresos medios por familia eran $38,125. Los hombres tenían unos ingresos medios de $29,583 frente a los $25,313 para las mujeres. La renta per cápita para la localidad era de $15,013. Alrededor del 13.1% de la población estaba por debajo del umbral de pobreza.